# پایگاه هوایی اویانو
پایگاه هوایی اویانو (به انگلیسی: Aviano Air Base) یک فرودگاه است . این فرودگاه در شهر فریولی ونتزیا جولیا کشور ایتالیا قرار دارد .